# Acanthocreagris ressli
Espèce
Synonymes
- Microcreagris ressli Beier, 1965

Acanthocreagris ressli est une espèce de pseudoscorpions de la famille des Neobisiidae.

## Distribution
Cette espèce est endémique de la province de Mersin en Turquie. Elle se rencontre vers Silifke et Tarse.

## Systématique et taxinomie
Cette espèce a été décrite sous le protonyme Microcreagris ressli par Beier en 1965. Elle est placée dans le genre Acanthocreagris par Mahnert en 1974.

## Publication originale
- Beier, 1965 : Anadolu'nun Pseudoscorpion faunasi. Die Pseudoscorpioniden-Fauna Anatoliens. Istanbul Üniversitesi Fen Fakültesi Mecmuasi, sér. B, vol. 29, p. 81-105.